# Голубцов, Георгий Стефанович
Георгий Степанович Голубцов (19 января 1868 , с. Голубино, Серпуховской уезд, Московская губерния — 13 декабря 1947, София, Болгария) — протоиерей Русской православной церкви, настоятель кафедрального Александро-Невского собора в Сухуме (1905—1919), затем храмов в Болгарии.

## Биография
Родился в крестьянской семье. Окончил Синодальное хоровое училище (1882) и Московскую духовную семинарию (1888).
Преподаватель в начальном училище села Гуслицы Богородского уезда Московской губернии (1888).
Обвенчан с Лидией Михайловной, их дети: Борис, Мария, Лидия и Владимир.
Иерей в Михаило-Архангельском храме села Коробчеево Коломенского уезда Московской губернии, законоучитель в начальном училище (1893).
Священник (1895), ключарь (1898) и настоятель (1905) кафедрального Александро-Невского собора в Сухуме.
Делопроизводитель (с 1905 года председатель) совета Сухумского епархиального Александро-Невского церковного братства, член епархиальных училищного совета, попечительства о бедных духовного звания и ревизионного комитета (1895). Законоучитель в городских школе и училище (1899), член епархиального церковно-археологического комитета, гласный городской управы (1900).
Протоиерей, законоучитель в реальном училище, председатель епархиального училищного совета и комитетов: экзаменационного, ревизионного (1905), по разработке абхазской письменности и переводу богослужебных книг, съездов Абхазской переводческой комиссии (1906), депутат городской думы (1911), директор Сухумского отделения попечительного о тюрьмах комитета, член Сухумского общества сельского хозяйства (1913).
Награждён набедренником (1896), скуфьей (1899), камилавкой (1902), наперсным крестом (1905) и орденом святой Анны III степени.
В 1918 году член Поместного собора Православной российской церкви от Сухумской епархии как заместитель епископа Сергия (Петрова), участвовал во 2-й сессии.
С 1918 года член Сухумского епархиального совета. В 1919 году выслан из Сухума грузинскими властями.
Весной 1920 года эвакуировался с Добровольческой армией на остров Лемнос (Греция). Законоучитель в Крестовоздвиженской русской школе в Константинополе, затем русской гимназии в Варне, с декабря священник при митрополичьем кафедральном храме в Софии.
С 1922 года помощник настоятеля софийского Свято-Николаевского (бывшего посольского) храма, член правления Церковно-православного братства «Святой Николай», до конца 1940-х годов активно занимавшегося благотворительностью.
С 1923 года законоучитель в Николаевско-Алексеевском инженерном училище в селе Княжево.
В 1926—1946 годах законоучитель и настоятель домового храма в лицее В. П. Кузминой.
С 1928 года основатель и член правления Дружества «Почитатели памяти императора Николая II и его семьи».
С 1934 года ключарь храма святителя Николая Чудотворца на улице Царя Калояна в Софии.
Овдовел. В 1944 году чудом остался жив, когда храм сгорел от бомбардировки.
Настоятель храмов святой великомученицы Екатерины на кладбище в Княжево и преподобномученицы Параскевы Самарджийской на бульваре Марии-Луизы (юрисдикция Русской Православной Церкви Заграницей).
Похоронен на русском участке Центрального кладбища Софии.

## Сочинения
- Рапорт в Московское археологическое общество // ЦГА Абхазии. Ф. И-1. Оп. 1. Ч. I. Д. 2441. Л. 1-3.
- Приветствие // Юбилейный журнал заседания Сухумского общества сельского хозяйства. Сухум, 1913. С. 49.
- Поездка на Всероссийский Церковный Собор // Дело великого строительства церковного. Воспоминания членов Священного Собора Православной Российской Церкви 1917—1918 годов. М., 2009. С. 160—289.